# 普拉斯基 (田納西州)
普瓦斯基（Pulaski）是美国田纳西州贾尔斯县的一个镇，并且是该县的县治。在美国2000年人口普查时全镇人口7,871人。普瓦斯基闻名于著名的美国种族主义的代表性组织三K党的起源地，虽然该镇谴责该组织。县名纪念在美国独立战争中战死的波兰志愿者卡西米尔·普瓦斯基。

## 地理
普瓦斯基位于35°11′45″N 87°2′4″W。
根据美国人口普查局的数据，全镇总面积为6.6平方英里（17.0平方公里），全部都是陆地。

## 人口数据
截至2000年美国人口普查，全镇共有7871人，3455户2038个家庭居住。人口密度为1,200.8人每平方英里(464.0/km2)。总共的3888栋住宅密度为593.2/sq mi (229.2/km2)。全镇70.40%的居民是白人，27.06%是非洲裔，0.24%是美洲原住民，0.85%是亚裔，0.01%是太平洋岛民，0.23% 来自其他种族，还有1.21% 是混血。另外有1.11%的人口是西班牙裔和拉丁美洲裔。
全镇3455户的26.0%有18岁以下的孩子和他们居住，37.7%户是已经结婚的，18.2%户已婚丧夫的家庭，还有41.0%户是非家庭。2038个家庭有37.5%由个人组成，17.6%户居住着65岁及以上的独居老人。平均每户有2.15 人，每个家庭2.82人。